# Joan Dorda i Morera
Joan Dorda y Morera (Valencia, 1855-1928) fue un abogado, político y crítico de arte valenciano

## Biografía
Era hijo de Joan Dorda Villarroya, uno de los dirigentes del Partido Moderado en Valencia, con el que fue teniente de alcalde y diputado provincial. Hizo el bachillerato al Instituto de Enseñanza Secundaria de Valencia y el 1878 se licenció en derecho en la Universitat de València.
Junto con su padre participó en la conspiración de 1874 que llevó a la restauración borbónica y se hizo miembro del Partido Conservador. Así fue nombrado cónsul de los Países Bajos en Valencia y diputado de la diputación de Valencia en 1882 y 1884 por el distrito de Serranos. Fue alcalde de Valencia en dos ocasiones (de marzo a julio de 1891 y de julio de 1899 a junio de 1900). Cánovas de Castillo lo nombró posteriormente gobernador civil de Badajoz, Murcia, Castelló de la Plana y Francisco Silvela gobernador civil de Barcelona (de mayo a noviembre de 1900).
Afectado por una dolencia, dejó la política y se centró en su tarea en la Academia de Santo Carles de Valencia, en la que ingresó el 1896 y de la que fue presidente de 1911 a 1928. Reformó su museo e inició la publicación del boletín Archivo de Arte Valenciano (1915), donde publicó algunos artículos.
También fue presidente de la Sociedad Filarmónica de Valencia, de la Sociedad de Seguros contra Incendios, consejero fundador de la Caixa de Ahorros y Monte de piedad de Valencia y miembro de la Real Academia de Bellas artes de San Fernando de Madrid, y de la Accademia di San Luca, de Roma.